# 美術史
美術史（びじゅつし、英: Art history）という言葉は、
1. 絵画・建築・彫刻・工芸品など造型芸術の歴史
2. それを研究する学問

の二つの意味で用いられる。後者は美術史学とも呼ばれる。以下では2. の意味の美術史について述べる（前者については西洋美術史・日本美術史・東洋美術史などの項目を参照）。

## 歴史的展開

### 16世紀以前 - 旅行記と「列伝」

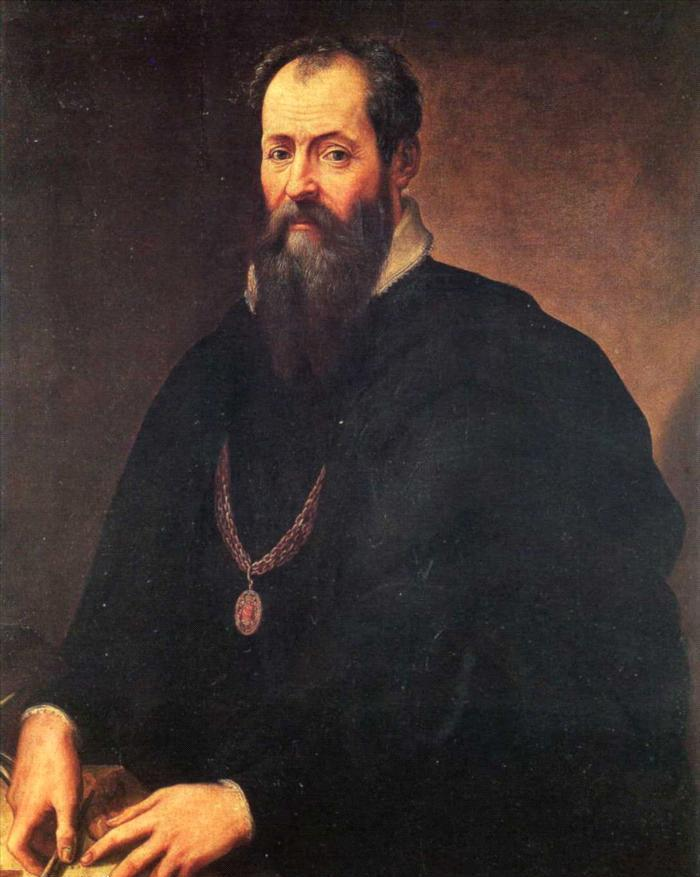
ヴァザーリの肖像, 1567年頃

広い意味での美術史的記述は古代から存在していた。パウサニアスの『ギリシア案内記』のような旅行記・案内記と、大プリニウス『博物誌』に現れるような芸術家・作品についての記録がそれである。この二つの伝統は中世ヨーロッパにおいても、巡礼案内やルネサンス期以降の都市案内記、芸術家の伝記などの形を取って存続した。
しかし芸術家や作品を明確な歴史意識のもとに記述する試みが登場するのは、一般にルネサンス期、とくにヴァザーリの『芸術家列伝（画家・彫刻家・建築家列伝）』 (1550) においてとされる。この著作は「列伝」（芸術家の伝記的情報の集成）の形式を取りながら、全体を時代の流れに沿って3 部に分けて、芸術の歴史的発展をも同時に叙述している。それぞれの時代に特有の歴史的枠組みが想定されており、この点で、最初の体系的な〈美術史〉とも呼ばれる。またヴァザーリは、体系的な図像分析のための基本的技術を確立した。二十世紀の「イコノロジー」研究の要素を持っていたことも知られており、最初の美術評論家とも呼ばれる。ヴァザーリの研究手法および「列伝」の形式は、オランダのカレル・ヴァン・マンデル『画家の書』などに受け継がれた。

### 18世紀〜19世紀後半 -鑑定技術の進歩とイコノグラフィ
ヴィンケルマン
美術史が明確な方法意識と体系を持った学問として成立するのは、18世紀に入ってからである。ヴィンケルマンは、『古代美術史』(1764）や『ギリシア芸術模倣論』(1755）において、エジプトやローマなど地域・時代ごとに整理された歴史区分を示し、またそれぞれの区分のなかで様式が展開してゆくとする「様式論」に基づいた美術史像を提出した。
モレッリ
19世紀後半になると、作品の鑑定技術が長足の進歩をとげ、独立した学問としての美術史の基礎が築かれる。とくにイタリアのモレッリは、個々の作品の細部、たとえば絵画作品の中に描かれる人物の手足や耳の形といった部分に画家の癖・特徴が現れると考え、それを広い範囲で比較対照することで、署名のない作品の作者の特定や、偽作のふるいわけを行うための技術を体系化しようと試みた。その集大成『イタリア絵画の芸術批判的研究』（1890-93）では主要な美術館に所蔵される多くの絵画作品を検証してみせ、当時の美術研究者に大きな影響を与える。
この視覚的データにもとづく厳密な形態研究がベレンソンやフリートレンダーといった研究者に継承されてゆく一方で、19世紀末には写真図版が普及して作品研究に活用されるようになる。また19世紀には、ルネサンス期から肖像画論として継続していた「イコノグラフィ（図像学）」も、キリスト教考古学の発展とともに美術作品の寓意的・象徴的形象を読み解くための方法論として確立されてゆく。

### 20世紀前半 - 様式論とイコノロジー

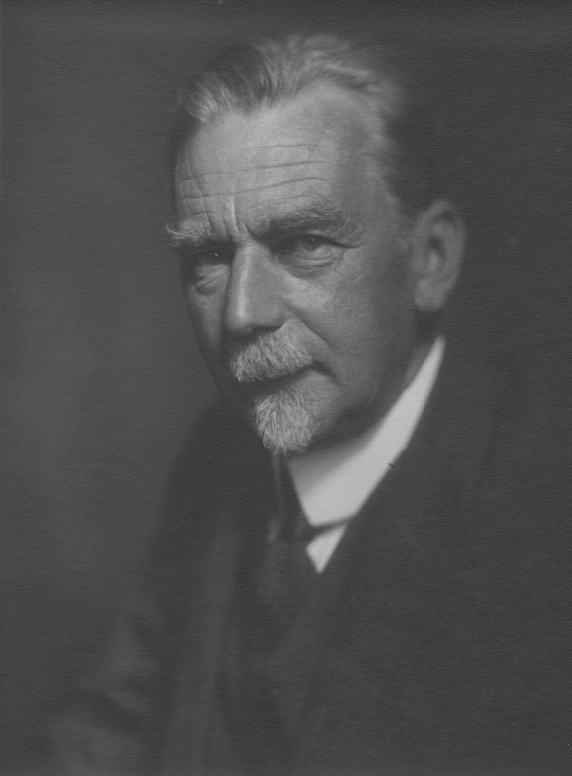
ハインリヒ・ヴェルフリン

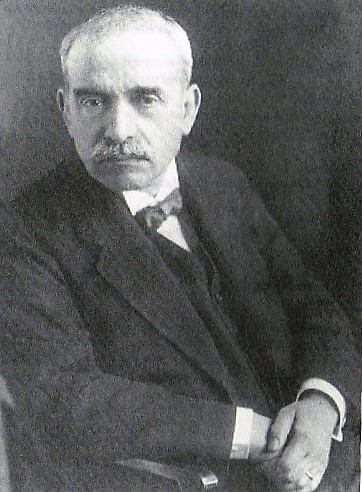
アビ・ヴァーブルク

ヴェルフリン

20世紀の美術史学は、こうした基礎の上にさらに多様な発展を見せる。アロイス・リーグルは大著『末期ローマの美術工芸』 (1901) において、広範な地域と時代におよぶ装飾モチーフの分類法と発展の法則を示した。この様式論はヴェルフリンによって理論化がすすめられ、とく彼は主著『美術史の基礎概念』(1915)で2つの時代様式、すなわち16世紀の「ルネサンス様式」と17世紀の「バロック」様式を五つの対概念によって定義してみせた。
またヴェルフリンは、様式が変わってゆく原動力を時代精神や民族性、個人の才能だけに求めず、造形上の形式自体の展開のうちにとらえた。この手法はアンリ・フォシヨン『形の生命』(1934) などに受け継がれ、様式のもつ規範的性格についての研究が蓄積されてゆく。
この過程で「様式」が自ら発展しながら美術の歴史を形づくってゆくと考える立場、すなわち「様式論」が一つの完成を見る。様式論は、その後に大きな修正と批判を受けながらも、ルネサンスやバロックといった様式概念とともに、現在にいたるまで、美術史学の基本的な分析視角としての力を保っている。
ヴァールブルクとパノフスキー

一方、エミール・マールの図像学的研究やマックス・ドヴォルシャックの精神史的研究の蓄積を経て、ヴァールブルクとパノフスキーの手によって、新しい方法論イコノロジー （図像解釈学）が産み落とされる。
ヴェルフリンらが代表する様式論は、美術作品を形態や表現形式といった外形を通じて分析しようとしていたが、新しいイコノロジーは、作品の主題や意味そのものに注目する。図像を象徴的価値をはらむものとして捉え、作品を生んだ文化全体に照らし合わせて作品の意味を解読しようとするイコノロジーは、20世紀前半の美術史において大きな勢力を形成した。
このような様々な方法論開拓の試みは、第2次大戦後もさらに進み、心理学や社会学・文化人類学など、隣接諸科学の成果を取り入れた美術史研究が盛んに発表された。作品の調査技術もX線の利用や化学分析など科学的方法の導入によって劇的に発展した。

## 美術史批判と方法論の多様化
様式論とイコノロジーを中心として、分析のための視点や技術を深化させてきた美術史学は、20世紀後半になって大きな転換点を迎えた。とりわけ「巨匠による傑作」が、主題や表現様式によって時代を画する「カノン（＝規範的作品）」として叙述の中心を占めてきたことに対しては、厳しい批判が行われるようになった。
さらに、「傑作」「歴史」といった概念が西欧世界において規定されており、したがって「美術史」も西欧の視点に大きく偏っていること、男性中心の社会や文化が生み出した価値観が作品分析に大きく影響していることが批判された結果、女性やマイノリティ、非西欧世界、労働者階級といった観点からのアプローチが積極的に追求されるようになった。
こうした美術史再編の動向は、旧来の美術史の克服をめざすものとして「ニュー・アート・ヒストリー」とも呼ばれた。T・J・クラークやマイケル・バクサンドール、スヴェトラーナ・アルパースといった研究者が主導したこの潮流の中で、「美術」の定義そのものも拡大・変容する。
このように旧来の美術史の枠組みそのものの問い直しが活発に進められ、学問の基盤となる概念や研究目的、その方法論と分析視覚は、現在でも多様化を続けている。

## 美術史の方法論
- イコノロジー
- 構造主義
- 精神分析
- 文脈主義
- 記号論
- ポスト構造主義

## 日本の美術史学
日本の主な美術史家､美術評論家､美学者は下記である｡
- Category:日本の美術史家
- Category:日本の美術評論家
- Category:日本の美学者

## 関連文献（邦語）
- E. パノフスキー「イコノグラフィとイコノロジー」（中森義宗ほか訳『視覚芸術の意味』岩崎美術社、1971, pp. 37-66)
- E. H. ゴンブリッチ「イコノロジーの目的と限界」鈴木杜幾子訳（ゴンブリッチ『シンボリック・イメージ』遠山公一ほか訳、平凡社, 1991, p. 21-64）
- 神林恒道ほか編『芸術学ハンドブック』勁草書房、1989.
- ウード・クルターマン『芸術論の歴史』神林恒道ほか訳、勁草書房、1993.
- 若桑みどり『イメージを読む 美術史入門』筑摩書房〈ちくま学芸文庫〉、2005. [親本 1993]
- 三浦篤「西洋美術史学の方法と歴史」（高階秀爾・三浦篤編『西洋美術史ハンドブック』新書館、1997, pp. 194-217）.
- ロバート・S・ネルソンほか編『美術史を語る言葉：22の理論と実践』秋庭史典ほか訳、ブリュッケ、2002.
- V・ハイド・マイナー『美術史の歴史』吉城寺尚子ほか訳、ブリュッケ、2003.
- ダナ・アーノルド『美術史 〈1冊でわかる〉シリーズ』鈴木杜幾子訳、岩波書店, 2006.
- 永井隆則編『フランス近代美術史の現在：ニュー・アート・ヒストリー以後の視座から』三元社, 2007.